# Сперлинга
Сперлѝнга (на италиански: Sperlinga, на местен диалект Sperrënga, Сперънга, на сицилиански Spilinga, Спилинга) е село и община в южна Италия, провинция Ена, в автономен регион и остров Сицилия. Разположно е на 750 надморска височина. Населението на общината е 895 души (към 30 декември 2010 г.).